# Condictio indebiti
Condictio indebeti (latin: återställa det icke ägda) är en civilrättslig regel som innebär att den som av misstag utbetalt ett belopp till någon har rätt att få beloppet återbetalt. Rättsregeln tillämpades redan i Romarriket och tillämpas i många rättssystem.

## Svensk rätt
I Sverige gäller principen – utan reglering i lag – enligt stadgad praxis. Huvudregeln är att betalningen ska gå åter.
I rättspraxis har utvecklats många undantag att man vid tillämpningen måste se till omständigheterna i varje enskilt fall. Framförallt gäller att den som tagit emot en betalning i god tro och inrättat sig efter betalningen i god tro brukar få behålla betalningen. Utöver detta krävs att det vid en övergripande intresseavvägning framstår som motiverat att betalaren förlorar sin återkravsrätt.
Partsförhållandet, exempelvis om utbetalaren är en näringsidkare och mottagaren är en enskild person, spelar roll, liksom möjligheten för parterna att överblicka vad som hänt.I de fall utbetalaren varit en bank har Högsta domstolen varit särskilt restriktiv, sannolikt beroende på att bankerna har till uppgift att sköta utbetalningar. Hur lång tid som förflutit mellan utbetalning och återkrav spelar också roll, liksom vilken av parterna som varit oaktsam.
I NJA 1994 s. 177 hade en bank felaktigt förmedlat en betalning till ett företag. Högsta domstolen konstaterade först att mottagaren varit i god tro och konstaterar sedan att det skett "en icke avsedd förmögenhetsförskjutning som saknar rättslig grund. Det förhållandet anses tala för att beloppet skall betalas tillbaka. Å andra sidan ligger det i betalningens rättsliga funktion att utgöra en avveckling av ett mellanhavande. Intresset av trygghet i omsättningen gör det angeläget att betalningsmottagaren kan utgå från att betalningen är slutlig. Vilket av de motstående intressena som förtjänar företräde beror på många olika faktorer som kan skifta från fall till fall. Till sådana faktorer brukar räknas vilkendera av parterna som hade den största möjligheten att överblicka och bedöma de förhållanden som inverkat på betalningen samt om någon av parterna förfarit oaktsamt i samband med betalningen.
Om man vid tillämpning av rättsreglerna om condictio indebiti stannar för att i visst fall betalningsmottagaren får behålla vad som erlagts, uppkommer den effekten att betalningsmottagaren på betalarens bekostnad erhåller ett belopp som han egentligen inte hade rätt till. Banken har som en av flera centrala uppgifter att syssla med betalningsförmedling. Bankens möjligheter att överblicka situationen när den felaktiga betalningen gjordes var långt bättre än mottagarens motsvarande möjligheter. Detta är ett vägande argument för mottagarens ståndpunkt. Härtill kan fogas den allmänna synpunkten att intresset av trygghet i omsättningen främjas, om man som princip antar att den som, i ett fall som det aktuella, av oaktsamhet orsakat en felaktig betalning till en godtroende betalningsmottagare också får ta konsekvenserna av sin försumlighet genom att han frånkänns rätten att återkräva det felaktigt utbetalda beloppet." 
I NJA 2001 s. 353 hade ett försäkringsbolag vid slutreglering av ett företags skuld avseende pensionsförsäkringar för företagets anställda betalat ut ett belopp till företaget. Försäkringsbolaget krävde tillbaka en del av beloppet nio månader senare eftersom utbetalningen i den delen hade skett av misstag. Företaget, som i god tro hade inrättat sig efter betalningen, ansågs inte skyldigt att betala tillbaka beloppet.
I Högsta Domstolen prövades Condictio indebiti specifikt i målet T 409-22 avseende slutlikvid av två fastigheter. Köparen av fastigheterna hade efter kontraktets undertecknande, och efter träffad överenskommelse om hur slutlikvid skulle betalas, indikerat att denne ville att köpet skulle återgå vilket säljaren motsatte sig. Betalning av slutlikvid genomfördes emellertid till mäklarens klientmedelskonto, dock hade detta enligt köparen skett av misstag. I och med att mäklaren därmed befann sig i situationen att båda parter gjorde anspråk på slutlikviden deponerade mäklaren slutlikviden hos länsstyrelsen enligt lagen (1927:56) om nedsättning av pengar hos myndighet. Köparen väckte då talan gentemot mäklaren med yrkan att återbetala slutlikvid för de två fastigheterna samt ränta. Tingsrätt såväl som hovrätt dömde under rättsprocessen till köparens fördel, medan Högsta Domstolen i sin dom i maj 2023 gör en annan bedömning och slår fast att fastighetsmäklaren inte är återbetalningsskyldig gentemot köparen.
Följande undantag från huvudregeln kan alltså uppställas
1. Betalningsmottagaren ska i god tro mottagit beloppet (God tro sammanhänger här bland annat med hur stor summan är, dvs. det kan inte gärna undgå en att en större summa inflyter på kontot),
2. mottagaren ska ha inrättat sig efter betalningen, antingen genom att förbruka pengarna eller låst dem till fordran med ett senare förfallodatum,
3. den som har betalat förhåller sig passivt, väntar för länge med att framställa återbetalningskrav.

Likt ovan nämnt åvilar strängare krav på banker, men det kan inte uteslutas att en enskild person skulle kunna bli återbetalningsskyldig.

## Fotnoter
1. ↑  NJA 1994 s. 177
2. ↑  NJA 2001 s. 353
3. ↑  Riksdagsförvaltningen. ”Lag (1927:56) om nedsättning av pengar hos myndighet Svensk författningssamling 1927:1927:56 t.o.m. SFS 2012:76 - Riksdagen”. www.riksdagen.se. https://www.riksdagen.se/sv/dokument-lagar/dokument/svensk-forfattningssamling/lag-192756-om-nedsattning-av-pengar-hos_sfs-1927-56. Läst 14 april 2023.
4. ↑  domstolen, Högsta (13 oktober 2022). ”Mål: T 409-22”. Högsta domstolen. https://www.domstol.se/hogsta-domstolen/avgoranden/2022/119337/. Läst 14 april 2023.